# Galathea yamashitai
Galathea yamashitai is een tienpotigensoort uit de familie van de Galatheidae. De wetenschappelijke naam van de soort is voor het eerst geldig gepubliceerd in 1967 door Miyake & Baba.